# Mon espace santé
Mon espace santé (MES), ou espace numérique de santé (ENS), créé par la loi n° 2019-774 du 24 juillet 2019, permet aux usagers du système de santé en France de gratuitement stocker et protéger leurs documents et leurs données de santé (bilans sanguins, ordonnances, radios, antécédents familiaux, etc.), et de les partager avec des professionnels de santé, dont les médecins urgentistes. « Mon espace santé » est piloté par le Ministère de la Santé et la Caisse nationale de l'assurance maladie.
Il comprend un dossier médical partagé (version rénovée du carnet de santé en ligne créé en 2011), désormais accompagné d'une messagerie sécurisée et d'un agenda santé pour maîtriser ses rendez-vous médicaux.
En janvier 2024, 65,1 millions de comptes « Mon espace santé » étaient ouverts (dont 15 % activés). D'après la Cour des comptes, qui a établi des dépenses prévisionnelles jusqu'en 2027, ce dispositif bénéficierait de 0,7 Md€ par la Caisse nationale de l'assurance maladie (Cnam), ainsi que d'une partie des 2 Md€ du Ségur du numérique. Cet argent servirait entre autres à financer l'important chantier informatique que représente un tel projet en matière de sécurisation des données de santé.

## Histoire

### Contexte
Dans l'objectif d'assurer sa souveraineté numérique face aux acteurs privés ou étrangers, l’État français décide en 2004 de créer un service public, le Dossier médical partagé (DMP). Lancé en 2004, expérimenté depuis 2006, « déployé » en 2010 et intégré progressivement dans les logiciels médicaux, la création de compte se fait sur la base du volontariat ou adhésion jusqu'en 2021.
Fin 2020, alors que la pandémie de Covid-19 et le confinement en France précipite les usages numériques en santé, avec le développement notamment de la télémédecine, dix millions de Dossier médical partagé sont hébergés. Ils sont peu enrichis au-delà des données de remboursement de l'assurance maladie. Le gouvernement envisage quarante millions d’ouvertures à l'horizon 2023. Le 4 août 2021 est publié le décret no 2021-1048 relatif à la mise en œuvre de l'espace numérique de santé qui prévoit la création automatique des comptes « Mon espace santé ». Le 1er juillet 2021, la création d'un DMP n'est plus possible via le site dmp.fr,. À partir de janvier 2022, le dossier médical est intégré à Mon espace santé.
En janvier 2022, « Mon espace santé » est lancé. Ouvert par défaut à tous les usagers, comme le carnet de santé papier à son époque, il permet de stocker et de partager ses documents de santé.
Ce lancement a été accompagné d’un comité citoyen du numérique en santé, composé de 28 membres jugés représentatifs de la population générale. En 2021 le comité a traité les questions de la sécurité des données, de la souveraineté numérique en santé et du droit d'accès aux données de santé et à l'inclusion numérique. En 2022, il a travaillé sur la prévention dans « Mon espace santé ». Il a ainsi rédigé d’une soixantaine de mesures concrètes détaillées et partagées lors d'« Assises citoyennes » en 2021 et 2022.

### Expérimentation
Une première expérimentation de « Mon espace santé » est lancée le lundi 30 août 2021 dans trois départements, la Haute-Garonne, la Loire-Atlantique et la Somme équivalent à 3,4 millions de Français,,. Un courrier électronique ou postal est envoyé à chaque usager – les personnes qui ne souhaitent pas l'ouverture automatique de leur profil ont un délai de six semaines, après envoi du courrier postal ou électronique, pour s’y opposer en ligne.

### Déploiement
À partir du jeudi 3 février 2022, le site est généralisé à toute la France. Les courriers électroniques ou postaux sont envoyés par vagues progressives durant le premier trimestre,.
Au 3 novembre 2022, 7 200 000 assurés avaient ouvert leur profil sur « Mon espace santé ». Plus de 7 200 000 documents ont été ajoutés par les utilisateurs et 25 millions de documents ont été ajoutés par les professionnels et établissements de santé.
Selon une enquête réalisée par France Assos Santé et l’institut CSA en 2022, quatre répondants sur cinq ayant activé leur compte estiment que le service est facile d’utilisation (mais long à renseigner, surtout la première fois). Ainsi, 71 % ont complété leur profil médical et ajouté des documents.
La Délégation du Numérique en Santé a publié les chiffres d'utilisation de « Mon espace santé » le 5 février 2024 : environ 11 millions (15,6 %) d'utilisateurs. L'application mobile permettant de consulter son Espace Santé depuis un smartphone a été téléchargée 2,5 millions de fois.

## Le projet
L’objectif du projet était qu'en 2022, chaque Français puisse gérer ses données de santé et les partager de façon sécurisée avec les professionnels et les établissements de santé. Les mineurs ont également un profil sur « Mon espace santé », « … rattaché à celui d'un de leurs parents après assurance de l'accord de l'autre parent ». « Mon espace santé » s'organise autour de quatre modules : 
- une messagerie sécurisée entre les professionnels et les usagers ;
- un dossier médical ;
- un agenda santé ;
- un catalogue de services numériques de santé.

## Protection des données

### Droits d'accès
En plus du propriétaire du compte, le médecin déclaré dans « Mon espace santé » comme « administrateur » et les personnels médicaux habilités en cas d’urgence peuvent avoir accès aux données rassemblées.

### Processus et information
- Un courrier électronique ou postal annonce la création de l’espace santé d’un individu, qui a six semaines pour s’y opposer s’il le souhaite.
- Une fois l'espace créé, il est possible de bloquer un professionnel ou masquer au choix un ou plusieurs documents.
- Un professionnel de santé autorisé peut déposer des informations, sauf en cas de motif légitime[20].
- Si un professionnel de santé consulte vos données, cela peut être connu en vous rendant dans "Historique d'activité" situé dans la rubrique "Historique et données" des paramètres de votre profil « Mon espace santé »[21].
- Un courrier électronique informe le patient qu'un professionnel de santé, en cas d'accès en cas d'urgence[21].
- Un courrier électronique informe le patient qu'un professionnel de santé a procédé à l'ajout ou modification d'un document[21].

### Hébergement des données
Les données sont hébergées en France par deux sous-traitants :
- la société Worldline par sa filiale Santeos, concernant les données du Dossier médical partagé (DMP) ;
- la société Atos concernant toutes les autres données de « Mon espace santé »[23].

Ces deux sociétés sont certifiées hébergeur de données de santé.

### Durée de conservation des données
Les données sont conservées dix ans à compter de la clôture de « Mon espace santé ».

## Critiques
Des associations comme La Quadrature du Net ou encore le Syndicat de la médecine générale (SMG) ont critiqué la manière dont le consentement est considéré comme implicite (sauf refus explicite de l'utilisateur lors de la création automatique du compte « Mon espace santé »).

## Opposition à l'ouverture du compte «Mon espace santé»
Il est possible d'opposer un refus à la création du compte « Mon espace santé ». Sans action de refus individuel, le compte « Mon espace santé » reste ouvert et les professionnels de santé peuvent l'alimenter. Après la création de son compte, il reste néanmoins possible de le supprimer à tout moment.
À compter de la clôture de « Mon espace santé », les données sont conservées dix ans, sauf s'il y a une demande de suppression de ces dernières ; la suppression est alors définitive (les informations ne peuvent plus être récupérées, même si le profil est réactivé).